# HK Nitra
Le HK Nitra (Hokejový klub Nitra) est le club de hockey sur glace de la ville de Nitra en Slovaquie. L'équipe évolue dans l'Extraliga, plus haute division slovaque. Le nom de l'équipe est louable par les sponsors et varie donc fréquemment.
Le club porte actuellement le nom de HK Nitra.

## Historique
L'équipe est créée en 1926 et porte successivement les noms suivants :
- AC Nitra
- Plastika Nitra
- MHC Plastika Nitra
- MHC Nitra
- HC Nitra
- HK Dynamax Nitra
- HK Dynamax Oil Nitra
- HK Ardo Nitra
- HC K´CERO Nitra
- HK Nitra

En 1990, l'équipe accède à la plus haute ligue tchécoslovaque, l'Extraliga mais elle immédiatement reléguée en division inférieure. Elle remporte à plusieurs reprises le titre de champion de seconde division, dont en 1992-93.
Elle rejoint alors la nouvelle Extraliga slovaque consécutive à la partition de la Tchécoslovaquie.
Elle descend une nouvelle fois peu de temps après mais remonte en ligue Élite en 2003 avant de devenir champion de Slovaquie en 2016 et 2024 et aussi de remporter la Coupe continentale en 2023.

## Palmarès
- Extraliga (2) :
  - 2016
  - 2024

- Slovenská hokejová liga (1) :
  - 2003

- Coupe continentale (1) :
  - 2023

- Coupe des Tatras (1) :
  - 1934